# Lomar
Lomar is een plaats (freguesia) in de Portugese gemeente Braga en telt 5 546 inwoners (2001).